# Adolf De Visscher
Adolf De Visscher (Oostakker, 3 februari 1854 - Dentergem, 3 november 1920) was burgemeester van de Belgische gemeente Dentergem.
Hij werd geboren in het Gentse als zoon van Charles De Visscher (1813-1870), huisarts en later schepen van Oostakker én Maria Geers (1815-1879), de dochter van voormalig burgemeester Domien Geers (1787-1849) te Oostakker.

## Notaris en burgemeester
In 1880 huwde Adolf De Visscher met Alisa Victoria Opsomer (1854-1931) uit Dentergem, de dochter van de notaris en burgemeester Jozef-August Opsomer (1813-1891). In 1884 nam Adolf De Visscher het notariaat in Dentergem over van zijn schoonvader. Opsomer was er notaris sinds 1846, burgemeester van 1861 en gehuwd met Nathalie Demuelenaere (1821-1856).
Adolf De Visscher volgde later zijn pas overleden schoonvader op als burgemeester na de verkiezingen van 1891. Hij bestuurde de gemeente tot begin 1896 nadat hij de verkiezingen van eind 1895 had verloren van zijn opponent Gustaaf Coucke. Maar het was Camiel Minne (1826-1917) die burgemeester werd. Ook zoon Robert De Visscher was burgemeester en notaris te Dentergem.
De dochter van Adolf De Visscher - Anna-Maria De Visscher (1882-1950) - was in 1905 gehuwd met Hendrik Baels, die gouverneur van West-Vlaanderen werd van 1933 tot 1940. Zij waren de ouders van Lilian Baels, de tweede echtgenote van de Belgische koning Leopold III.